# Gato-andino
O gato-andino (Leopardus jacobita), é um felino que habita os Andes. Também referido como gato-dos-andes.